# プトラ・インドア・スタジアム
プトラ・インドア・スタジアムは、マレーシアの首都、クアラルンプールの20キロ南、ブキット・ジャリルのKLスポーツシティ内にある屋内アリーナ。